# Bourbon Sarolta ciprusi királyné
Bourbon Sarolta (1388 – Nicosia, 1422. január 15.), franciául: Charlotte de Bourbon, görögül: Καρλότα ντε Μπουρμπόν, örményül: Շառլոթ դե Բուրբոն, a születése jogán la Marche, Vendôme és Castres grófnője, a házassága révén ciprusi királyné, címzetes jeruzsálemi és örmény királyné. A Capeting-ház Bourbon-ágának a tagja. II. Jakab nápolyi királynak, II. (Durazzói) Johanna nápolyi királynő második férjének a húga.

## Élete
Édesapja I. János (1344–1393), La Marche grófja, édesanyja Katalin (–1412), Vendôme és Castres grófnője, VI. János vendôme-i gróf lánya.
Sarolta legidősebb testvére, Jakab II. Johanna nápolyi királynő második férje volt, így Sarolta a nápolyi királynő sógornője lett 1415-ben.
Sarolta 1409. augusztus 2-án, a franciaországi Melunben képviselők útján házasságot kötött I. Janus ciprusi királlyal. A tényleges esküvőre 1411. augusztus 25-én került sor a nicosiai Szent Bölcsesség Székesegyházban. A házasságból két, felnőttkort megért gyermek született: János, aki apja halála után II. János néven foglalta el Ciprus trónját és Anna (1419–1462), aki I. Lajos savoyai herceghez ment feleségül, és akivel 19 gyermekük született.
Sarolta 1422. január 15-én pestisben hunyt el Nicosiában, és ott a Dominikánus templomban temették el. Halála után férje nem nősült újra. Róla nevezték el unokáját, Saroltát, a későbbi ciprusi királynőt.

## Gyermekei
- Férjétől, I. Janus (1374/75–1432) ciprusi királytól, 4 gyermek:
  - János (1418–1458), II. János néven ciprusi király, 1. felesége Palaiologina Amadea (1420 (körül)–1440) montferrati őrgrófnő, gyermekei nem születtek, 2. felesége Palaiologina Ilona (1428–1458) bizánci császári hercegnő, 2 leány+1 természetes fiú:
    - (második házasságából): Lusignan Sarolta (1442–1487), apja utóda a ciprusi trónon I. Sarolta néven (1458–1461), első férje Portugáliai János (1433–1457) coimbrai herceg, nem születtek gyermekei, a második férje Lajos (1436–1482) savoyai herceg, l. lent, egy fiú:
      - (második házasságából): Savoyai Hugó (Henrik) (1464 – 1464. július 4. előtt) ciprusi királyi herceg

    - (második házasságából): Lusignan Kleofa (Kleopátra) (1444–1448) ciprusi királyi hercegnő
    - (Ágyasától, Patraszi Marietta görög úrnőtől): Fattyú Jakab (1438–1473), II. Jakab néven elbitorolta a ciprusi trónt húgától, Saroltától (1461–1473), felesége Cornaro Katalin (1454–1510) velencei patriciuslány, aki fia halála után I. Katalin néven ciprusi királynő (1474–1489) lett, 1 fiú, ágyasaitól négy további gyermek, többek között:
      - (Házasságából): III. Jakab (1473. augusztus 28. – 1474. augusztus 26.) ciprusi király a születésétől a haláláig

  - Anna (1419–1462), férje I. Lajos (1402–1465) savoyai herceg, 19 gyermek, többek között:
    - Savoyai Lajos (1436–1482) ciprusi király iure uxoris, l. fent

  - Jakab (1420 után–1426 előtt) ciprusi királyi herceg
  - Mária (1420 után–1437 után) ciprusi királyi hercegnő

## Külső hivatkozások
- Foundation for Medieval Genealogy/Cyprus Genealogy – 2014. május 28.
- Foundation for Medieval Genealogy/Maine & Vendôme – 2014. május 28.
- Genealogie-Mittelalter/Charlotte de Bourbon Königin von Zypern – 2014. május 28.
- Euweb/The House of Capet – 2014. május 28.
- Euweb/The House of Poitou – 2014. május 28.

| Előző Visconti Anglesia | Ciprusi királyné 1411 – 1422              | Következő Palaiologina Amadea |
| Előző Visconti Anglesia | Címzetes jeruzsálemi királyné 1411 – 1422 | Következő Palaiologina Amadea |
| Előző Visconti Anglesia | Címzetes örmény királyné 1411 – 1422      | Következő Palaiologina Amadea |